# Natalia Maliszewska
Natalia Maliszewska (née le 16 septembre 1995 à Białystok) est une patineuse de vitesse sur piste courte polonaise.

## Biographie
Natalia Maliszewska est la sœur cadette de Patrycja Maliszewska.
Elle participe aux épreuves de patinage de vitesse sur piste courte aux Jeux olympiques de 2022 sur le 500 mètres, le relais féminin et le relais mixte. Testée positive au Covid-19 le 30 janvier, elle est finalement autorisée à participer à l'ensemble de la compétition le jour même des courses. Les procédures d'isolation l'empêchent de remplir son rôle de porte-drapeau lors de la cérémonie d'ouverture des Jeux. Ayant reçu un test négatif, elle participe aux séries et se qualifie en quarts de finale, avant de recevoir un nouveau test positif juste après sa course et d'être interdite à nouveau de participer.
En septembre 2023, elle est temporairement interdite de compétition en raison d'absences répétées à des contrôles anti-dopage, ce qui pourrait l'empêcher de se qualifier pour les Jeux olympiques de 2026.

## Palmarès

### Jeux olympiques
| Épreuve / Édition | Gangneung 2018   |
| 500 m             | Quarts de finale |

### Championnats du monde
- 2018 à Montréal
  -  Médaille d'argent sur 500 m

### Championnats d'Europe
- 2021 à Gdańsk
  -  Médaille d'argent sur 500 m
- 2020 à Debrecen
  -  Médaille de bronze sur 500 m
- 2019 à Dordrecht
  -  Médaille d'or sur 500 m
- 2013 à Malmö
  -  Médaille de bronze en relais 3 000 m